# Ресен
Вижте пояснителната страница за други значения на Ресен.
Рѐсен (изписване до 1945: Рѣсенъ; на македонска литературна норма: Ресен; на албански: Resnja) е град в югозападната част на Северна Македония, с 8748 жители (2002), център на едноименната община Ресен.

## История

### В Османската империя
В XV век в Ресна са отбелязани поименно 120 глави на домакинства. Ресен се споменава в османски дефтер от 1530 година под името Решне, хас на падишаха, с 2 ханета мюсюлмани, 80 ханета гяури, 43 ергени гяури и 6 вдовици гяурки.
В 1845 година руският славист Виктор Григорович минава през града и в 1848 година описва Ресен в книгата си „Очерк путешествия по Европейской Турции“ така:
| „ | Град Ресна (Ресен), отдалечен на четири часа от езерото, е заселен с българи и има църква, посветена на Свети Георги и гръцко училище. | “ |

Основен поминък на населението е овощарството, градинарството и грънчарския занаят. Прочути са ресенските круши и ябълки, както и изящните глинени съдове. Търговията е сравнително слабозастъпена. През ХІХ и началото на ХХ в. част от християнското население се увлича по печалбарството.
Трайче Радев, баща на Симеон Радев, праща през 1867 година писмо до вестник „Македония“:
| „ | Досега никогашъ отъ нашиотъ гратъ не са йе писало кореспонденция, сега за първо зафащаме за да явиме и отъ нашиотъ малки гратъ, за да ви известиме малку неша, които са случиле сега за малу време. Нашиотъ гратъ йе сосем отъ българи населенъ, така и околните села, но само со име бугари, а не со деломъ. Но сега и тука се собудифме и зафащаме за да бараме татковниотъ язикъ, и за чуденье йе, оти изведношъ се запалиа на сичките сърцата, за да сакаатъ матерниотъ язикъ, но не можитъ да са изполнитъ желанието во градотъ ни, като имаме най-първо препятствието отъ владиката Мелетия, фторо и отъ неколку негови привърженици или негови лижепаничковци..., на които за сега замолчаваме имената да ви кажиме, като са надевами, чи и тий са българи и во еденъ денъ белки и тий ке дойдатъ на родотъ, що требитъ като българи. | “ |

Александър Синве („Les Grecs de l’Empire Ottoman. Etude Statistique et Ethnographique“), който се основава на гръцки данни, в 1878 година пише, че в Ресен (Resna) живеят 2800 гърци. В „Етнография на вилаетите Адрианопол, Монастир и Салоника“, издадена в Константинопол в 1878 година и отразяваща статистиката на населението от 1873 година, Ресен (Ressine) е посочен като град с 812 домакинства и 650 жители мюсюлмани, 1600 българи и 160 власи.
„...стигнахме въ Ресна, голѣмо българско село, което брои и около 150 аромѫнски фамилии. Тѣ произхождатъ изъ Въртени въ грамоската планина.“
В Ресен още преди Руско-турската война е образувана българска община.
След Руско-турската война Ресен брои 400 български семейства и 200 влашки, гърчеещи се, които чрез местната власт държат църквата и училищата.
Според българския географ Васил Кънчов („Македония. Етнография и статистика“), през 90-те години на XIX век Ресен има около 4450 жители, както следва: 2400 българи християни, 800 българи мохамедани, 570 власи, 350 цигани, 300 албанци, 30 турци.
Нашиятъ градъ на съ малко и на два пѫти остана да се обърна на пепелища. Първиятъ пѫтъ бѣше, когато прѣзъ първитѣ дни на възстанието четнишкиятъ отредъ мина съ пушкания и пѣсни прѣзъ града и когато слѣдъ нѣколко дни пристигнаха нѣколко бюлюка войски и илявета. Тогава на 25. юлий, заловиха се 19 души граждани и вързани се откараха въ Битоля. По пѫтя трима отъ тѣхъ бидоха убити. На 26 юлий биде убитъ въ правителствения домъ видния ни гражданинъ Никола Ляпчевъ. Между гражданитѣ, които най-много материялно пострадаха, е Андрей Милошевъ, комуто направиха на прахъ и пепель цѣлото имущество въ с. Дърмени, състоеще се отъ единъ голѣмъ ханъ, една образцова градина съ 28 ябълчни и крушеви дървета, 185 ясики и толкова лози, 500 м. плетъ, 500 снопе жито , 40 коли сѣно и др. Рѣсенъ даде 50 души четнишка сила. Отъ тѣхъ само двама паднаха убити въ разни сражения.
На Етнографската карта на Битолския вилает на Картографския институт в София от 1901 година Ресен е смесено селище българи, албанци и власи в Битолската каза на Битолския санджак със 786 къщи.
По-голямата част от християнските му жители в началото на века са под върховенството на Българската екзархия – според статистиката на секретаряна Екзархията Димитър Мишев („La Macédoine et sa Population Chrétienne“) в 1905 година християнското население на Ресен се състои от 2096 българи екзархисти, 1296 българи патриаршисти гъркомани, 300 власи и 696 албанци. В града има по едно средно и едно основно българско училище, както и едно основно румънско.
В телеграма изпратена до председателя на Парламента по спорните черкви и училища в Македония и Одринско пише:
| „ | Правителството, без да обръща внимание на правата ни като болшинство над спорната черква „Св. Георги“ в Ресен, предаде черквата на гърците. Тъй като това е узурпация на правата ни, молим ви, този въпрос да бъде разрешен справедливо. От Българския Конституционен Клуб. | “ |

По време на Илинденското въстание в Ресен са убити Халчо Наумов, Ставре Нанчов, Ташко Ставрев, Никола Ляпчев и Вангел Евтимов, унищожено е цялото имущество на Андрей Милошев. От Ресен във въстанието участват 50 души, от които загиват Вангел Ставрев и Нанчо Златарев.
През декември 1903 година българският владика Григорий Пелагонийски, придружаван от Наум Темчев и Търпо Поповски, пристигат в Преспа, за да раздават помощи на пострадалото при потушаването на Илинденското въстание население. Темчев пише:
| „ | На всѣкѫдѣ бѣ кално и нечисто. Кѫщички низки и слаба направа. Едни отъ тѣхъ бѣха бѣлосани, а други не. Войници се разтакаваха и зяпаха на самъ натамъ по улицата... Рѣсенъ брои около 440 християнски кѫщи. Българската община има само около 240 кѫщи. Останалото християнско население, състоеще се отъ 140 български сѣмейства и 60-тина влашки се числи къмъ гръцката община въ градеца. | “ |

С бунта на майор Ахмед Ниязи бей в Ресен на 6 юли 1908 година започва Младотурската революция в Османската империя. След революцията в 1909 година българските жителите на Ресен изпращат следната телеграма до Отоманския парламент:
| „ | Правителството без да обръща внимание на правата ни като болшинство над спорната черква „Св. Георги“ в Ресен, предаде черквата на гърците. Тъй като това е узурпация на правата ни, молим ви този въпрос да бъде разрешен справедливо. От Бълг. конституционен клуб. | “ |

При избухването на Балканската война в 1912 година 30 души от Ресен се записват доброволци в Македоно-одринското опълчение.

### В Сърбия и Югославия
В 1912 година по време на Балканската война в Ресен влизат сръбски части. Българските училища в града и селата са закрити, а всички по-видни българи в града и селата – учители, свещеници, бивши дейци на ВМОРО, са подложени на жестоки преследвания – убийства, побоища и обири, от официалните власти и от парамилитарните формирования на Черна ръка, начело с Василие Търбич.
По време на българското управление във Вардарска Македония в годините на Втората световна война, Кирил Хр. Ников е български кмет на Ресен от 8 август 1941 година до 27 февруари 1943 година. След това кметове са Петър В. Попов от Шумен (27 февруари 1943 - 10 февруари 1944) и Борис Ат. Чакъров от Струга (10 февруари 1944 - 9 септември 1944).
Според преброяването от 2002 година Ресен има 16 559 жители.
| Националност     | Всичко |
| северномакедонци | 6431   |
| албанци          | 325    |
| турци            | 1369   |
| роми             | 168    |
| власи            | 18     |
| сърби            | 58     |
| бошняци          | 0      |
| други            | 378    |

## Личности
Сред най-известните жители на Ресен са българският политик и министър-председател Андрей Ляпчев, видният журналист, дипломат и историк Симеон Радев и един от основателите на ВМОРО доктор Христо Татарчев. От Ресен е един от основните дейци на Младотурската революция албанецът Ахмед Ниязи бей. Ресенчани са и видните дейци на ВМОК Борис Стрезов и Димитър Владов.

## Други
На Ресен е наречена улица в квартал „Младост 1А“ в София (Карта).

## Галерия
- Писмо на Охридската и преспанска митрополия до българския екзарх (27 януари 1903) за арестувани и репресирани българи в Ресен (с. 1)
- Писмо на Охридската и преспанска митрополия до българския екзарх (27 януари 1903) за арестувани и репресирани българи в Ресен (с. 2)